# Club Bàsquet Vic
El Club Bàsquet Vic, también conocido por motivos de patrocinio como C.B. Vic - Universitat de Vic es un equipo de baloncesto con sede en la ciudad catalana de Vic (Barcelona) que compite en la Tercera FEB, cuarta división del baloncesto español. 
En la temporada 2007-08 fue campeón de la Copa LEB Plata y de la liga LEB Plata, logrando así el ascenso a la LEB Oro. Disputó la temporada 2008-09 la liga LEB Oro, categoría a la que renunció vendiendo sus derechos al CB Sant Josep Girona.

## Denominaciones
- C.B. Vic (1999-2000)
- C.B. Vic Felipeix (2000-2002)
- Ferrer C.B. Vic (2002-2005)
- Akasvayu C.B. Vic (2005-2008)
- C.B. Vic (2008-2009)
- Ferrer C.B. Vic (2009-2010)
- Universitat de Vic (2010-2012)
- C.B. Vic - Universitat de Vic (2012-2025)

## Temporadas
| Temporada | Nivel | División         | Pos. | Postemporada                  | TR    | PO       | Copa           | Copa |
| --------- | ----- | ---------------- | ---- | ----------------------------- | ----- | -------- | -------------- | ---- |
| 1998-99   | 5     | CC 1.ª Categoría | 2.º  | Ascenso                       | –     | –        | –              | –    |
| 1999-00   | 4     | Copa Catalunya   | 1.º  | Ascenso                       | –     | –        | –              | –    |
| 2000-01   | 4     | Liga EBA         | 11.º | –                             | 13-17 | –        | –              | –    |
| 2001-02   | 4     | Liga EBA         | 9.º  | –                             | 16-16 | –        | –              | –    |
| 2002-03   | 4     | Liga EBA         | 14.º | [ 2 ]                         | 9-21  | –        | –              | –    |
| 2003-04   | 4     | Liga EBA         | 1.º  | Semifinal (4.º)               | 22-8  | 3-2      | –              | –    |
| 2004-05   | 4     | Liga EBA         | 2.º  | Final (2.º)/ Ascenso          | 23-7  | 3-2      | –              | –    |
| 2005-06   | 3     | LEB 2            | 8.º  | Cuartos final (8.º)           | 15-15 | 0-3      | –              | –    |
| 2006-07   | 3     | LEB 2            | 4.º  | Semifinal (4.º)               | 22-12 | 5-5      | –              | –    |
| 2007-08   | 3     | LEB Plata        | 1.º  | Ascenso                       | 27-7  | –        | Copa LEB Plata | C    |
| 2008-09   | 2     | LEB Oro          | 12.º | Descenso                      | 15-19 | –        | –              | –    |
| 2009-10   | 4     | Liga EBA         | 3.º  | Octavos final (12.º)          | 16-8  | 2-2      | –              | –    |
| 2010-11   | 4     | Liga EBA         | 2.º  | Cuartos final (6.º)/ Descenso | 25-5  | 3-1      | –              | –    |
| 2011-12   | 5     | Copa Catalunya   | 12.º | PO permanencia                | 12-18 | 2-0      | –              | –    |
| 2012-13   | 5     | Copa Catalunya   | 14.º | PO permanencia                | 10-20 | 0-2      | –              | –    |
| 2013-14   | 5     | Copa Catalunya   | 8.º  | –                             | 17-13 | –        | –              | –    |
| 2014-15   | 5     | Copa Catalunya   | 8.º  | –                             | 14-16 | –        | –              | –    |
| 2015-16   | 5     | Copa Catalunya   | 5.º  | –                             | 19-11 | –        | –              | –    |
| 2016-17   | 5     | Copa Catalunya   | 3.º  | Fase final (3.º)/ Ascenso     | 19-7  | 2-2      | –              | –    |
| 2017-18   | 4     | Liga EBA         | 1.º  | Fase final (6.º)/ Ascenso     | 22-4  | (1-1)2-1 | –              | –    |
| 2018-19   | 3     | LEB Plata        | 22.º | Descenso                      | 11-23 | –        | –              | –    |
| 2019-20   | 4     | Liga EBA         | 1.º  | [ 9 ]                         | 19-2  | –        | –              | –    |
| 2020-21   | 4     | Liga EBA         | 2.º  | –                             | 7-5   | –        | –              | –    |
| 2021-22   | 4     | Liga EBA         | 6.º  | –                             | 13-9  | –        | –              | –    |
| 2022-23   | 4     | Liga EBA         | 3.º  | –                             | 21-5  | –        | –              | –    |
| 2023-24   | 4     | Liga EBA         | 6.º  | –                             | 14-12 | –        | –              | –    |
| 2024-25   | 4     | Tercera FEB      | 4.º  | –                             | 17-9  | –        | –              | –    |